# Escudo de Angostura (Sinaloa)
El escudo de armas del municipio de Angostura en el estado de Sinaloa, México, fue diseñado por Celestino Herrera. 
En el escudo se puede distinguir la fecha de constitución del municipio y un campo el cual simboliza el cultivo de la tierra, al centro se observa una especie de franja color café que sirve de fondo a dos figuras: un garbanzo en germinación y una gota de agua que simboliza al río Mocorito y las lluvias. Se puede ver al lado izquierdo un camarón y al lado derecho un jabalí representando la pesca, una de las fuentes de riqueza de la región y la cacería deportiva, respectivamente. Debajo del escudo se aprecian dos espigas de trigo levantándose, ya que éste y el garbanzo han sido los principales productos que se cultivan en la región. Se encuentra la fecha de 1916 que conmemora la creación del municipio y por último coronando el escudo, un sol como símbolo de vida.
- Datos: Q5837859